# Uplifting trance
Uplifting trance, Epic trance eller Dutch trance er en undergenre af trance, som udviklede sig fra progressiv trance. Genren minder om almindelig trance, forskellen er,at uplifting trance typisk indeholder 137-140 bpm og at introen er på cirka 2-3 minutter. Efter introen kommer der et vældigt langt 'build up' som skaber et stort klimaks i tracket. Et normalt track er omkring 6-8 minutter langt. Noget andet der kendetegner denne genre er, at det oftest er hollandske DJ's som laver og producerer den. 